# جينو فوس
جينو فوس (بالهولندية: Gino Vos)‏ هو لاعب دارت هولندي، ولد في 6 يوليو 1990 في أوس في هولندا.

## وصلات خارجية
- جينو فوس على موقع DartsDatabase.co.uk (الإنجليزية)